# Anactinia pelagica
Anactinia pelagica är en korallart som beskrevs av Annandale 1909. Anactinia pelagica ingår i släktet Anactinia och familjen Arachnactidae. Inga underarter finns listade i Catalogue of Life.